# پنجاه و نهمین دوره جوایز هنری بکسانگ
پنجاه و نهمین دوره جوایز هنری بکسانگ (کره‌ای: 제59회 백상예술대상) توسط ایلگان اسپرتس و جی‌تی‌بی‌سی پلاس در ۲۸ آوریل ۲۰۲۳ در اینچئون پارادایس سیتی، اینچئون ساعت ۱۷:۳۰ (کی‌اس‌تی) برگزار شد. این مراسم به میزبانی شین دونگ یوپ، به سوزی و پارک بوگوم بود و به صورت زنده در کره جنوبی توسط جی‌تی‌بی‌سی و به صورت بین‌المللی توسط تیک‌تاک پخش شد.

## برنده‌ها و نامزدها
- برنده‌ها با خط درشت در ابتدای فهرست قرار گرفته‌اند.

### فیلم
| جایزه بزرگ | بهترین فیلم |
| - تصمیم جدایی | - جغد شب - سوهی بعدی - هانسان: خیزش اژدها - شکار - تصمیم جدایی |
| بهترین کارگردان | بهترین کارگردان تازه‌کار |
| - پارک چان-ووک – تصمیم جدایی - کیم هان مین – هانسان: خیزش اژدها - آن ته جین – جغد شب - لی جونگ جه – شکار - جونگ جو ری – سوهی بعدی | - آن ته جین – جغد شب - کیم سه این – آپارتمان با دو زن - پارک یی وونگ – دختر بولدوزر - لی سانگ یونگ – قانون شکنان ۲ - لی جونگ جه – شکار                                                                                       |
| بهترین بازیگر نقش اول مرد | بهترین بازیگر نقش اول زن |
| - ریو جون یول – جغد شب در نقش چون کیونگ سو - ما دونگ سوک – قانون شکنان ۲ در نقش ما سوک دو - پارک هه ایل – تصمیم جدایی در نقش هه جون - سونگ کانگ هو – دلال در نقش سانگ هیون - جونگ وو سونگ – شکار در نقش کیم جونگ دو                                        | - تانگ وی – تصمیم جدایی در نقش سونگ سو ره - به دونا – سوهی بعدی در نقش یو جین - یانگ مال بوک – آپارتمان با دو زن در نقش سو گیونگ - یوم جونگ آه – زندگی زیباست در نقش اوه سه یون - جون دو یون – کیل بوکسون در نقش کیل بوک سون |
| بهترین بازیگر نقش مکمل مرد | بهترین بازیگر نقش مکمل زن |
| - بیون یو-هان – هانسان: خیزش اژدها در نقش واکیساکا - کانگ کی یونگ – مردان پیشگام در نقش قاسم / لی بونگ هان - کیم سونگ چول – جغد شب در نقش ولیعهد سوهیون - پارک جی هوان – قانون شکنان ۲ در نقش جانگ یی سو - ایم شی وان – اعلام وضعیت اضطراری در نقش جین سوک | - پارک سه-وان – ۶/۴۵ در نقش یون هی - به دونا – دلال در نقش سو جین - آن اون جین – جغد شب در نقش جو سو یونگ - یوم جونگ آه – بیگانه در نقش هوگ سول - لی یون – کیل بوکسون در نقش کیم یونگ جی                                     |
| بهترین بازیگر تازه‌کار مرد | بهترین بازیگر تازه‌کار زن |
| - پارک جین یونگ – سرود کریسمس در نقش جو ایل وو / جو وول وو - نو جه وون – یون گمشده در نقش جونگ جون اوک - بیون وو سوک – دختر قرن بیستم در نقش پونگ وون هو - سو این گوک – پروژه شکار گرگ در نقش پارک جونگ دو - اونگ سونگ-وو – زندگی زیباست در نقش جونگ وو    | - کیم شی اون – سوهی بعدی در نقش سو هی - گو یون-جونگ – شکار در نقش جو یو جونگ - کیم هه-یون – دختر بولدوزر در نقش گو هه یونگ - آی‌یو – دلال در نقش مون یو یونگ - ها یون کیونگ – دختر گیونگ آه در نقش یون سو                     |
| بهترین فیلم‌نامه | جایزه فنی |
| - جونگ جو ری – سوهی بعدی - پارک گیو ته – ۶/۴۵ - لی جونگ جه، جو سونگ هی – شکار - پارک چان-ووک، جونگ سو کیونگ – تصمیم جدایی - آن ته جین، هیون کیو ری – جغد شب                                                                                                | - لی مو گه (فیلم‌برداری) – شکار - ریو سونگ هی (کارگردان هنری) – تصمیم جدایی - جونگ سونگ جین، جونگ چول مین (وی‌اف‌اکس) – هانسان: خیزش اژدها - چو یونگ ووک (موسیقی) – تصمیم جدایی - هونگ سونگ چول (نورپردازی) – جغد شب            |

#### فیلم‌ها با چند نامزدی
فیلم‌های زیر چندین بار نامزد دریافت جایزه شدند:
| نامزدی‌ها | فیلم‌ها             |
| -------- | ------------------ |
| ۸        | جغد شب             |
| ۷        | تصمیم جدایی        |
| ۷        | شکار               |
| ۵        | سوهی بعدی          |
| ۴        | هانسان: خیزش اژدها |
| ۳        | دلال               |
| ۳        | قانون شکنان ۲      |
| ۲        | ۶/۴۵               |
| ۲        | کیل بوکسون         |
| ۲        | زندگی زیباست       |
| ۲        | آپارتمان با دو زن  |
| ۲        | دختر بولدوزر       |

### تلویزیون
| جایزه بزرگ | |
| - پارک اون-بین – وکیل وو خارق‌العاده در نقش وو یونگ وو | |
| بهترین درام | بهترین کارگردان |
| - افتخار (نتفلیکس) - خاطرات رهایی من (جی‌تی‌بی‌سی) - غم‌های ما (تی‌وی‌ان) - وکیل وو خارق‌العاده (ئی‌ان‌ای) - زنان کوچک (تی‌وی‌ان) | - یو این شیک – وکیل وو خارق‌العاده - کیم کیو ته – غم‌های ما - کیم سوک یون – خاطرات رهایی من - کیم هی وون – زنان کوچک - لی جو یونگ – آنا |
| بهترین برنامه سرگرمی | بهترین برنامه آموزشی |
| - Psick Show Season 3 (یوتیوب) - بازی زمینی (تی‌وی‌ان) - فیزیکال ۱۰۰ (نتفلیکس) - اکس‌چِینج فصل ۲ (تیوینگ) - اس‌ان‌ال کره ۳ (کوپانگ کو) | - کیم جونگ ها بالغ (ام‌بی‌سی گیونگ‌نام) - ستاد ملی بازرسی (ویو) - به نام خدا: خیانت مقدس (نتفلیکس) - مهارت‌های سواد شما پلاس (ئی‌بی‌اس) - زمین مخفی: ۳ میلیارد سال در شبه‌جزیره کره (کی‌بی‌اس)                                                                    |
| بهترین بازیگر نقش اول مرد | بهترین بازیگر نقش اول زن |
| - لی سونگ مین – تولد دوباره در خانواده پولدار در نقش جین یانگ چول - سون سوک-کو – خاطرات رهایی من در نقش گو جا گیونگ - لی بیونگ هون – غم‌های ما در نقش لی دونگ سوک - جونگ کیونگ هو – دوره فشرده عاشقانه در نقش چوی چی یول - چوی مین شیک – شرط‌بندی بزرگ در نقش چا مو شیک    | - سونگ هه کیو – افتخار در نقش مون دونگ اون - کیم جی وون – خاطرات رهایی من در نقش یوم می جونگ - کیم هه-سو – زیر چتر ملکه در نقش ملکه ایم هوا ریونگ - پارک اون-بین – وکیل وو خارق‌العاده در نقش وو یونگ وو - به سوزی – آنا در نقش لی یومی / لی آنا          |
| بهترین بازیگر نقش مکمل مرد | بهترین بازیگر نقش مکمل زن |
| - جو وو جین – نارکوی مقدس در نقش بیون کی ته - کانگ کی یونگ – وکیل وو خارق‌العاده در نقش جونگ میونگ سوک - کیم دو هیون – تولد دوباره در خانواده پولدار در نقش چوی چانگ جه - کیم جون هان – آنا در نقش چوی جی هون - پارک سونگ هون – افتخار در نقش جون جه هون                  | - لیم جی یون – افتخار در نقش پارک یون جین - کیم شین-روک – تولد دوباره در خانواده پولدار در نقش جین هوا یونگ - یوم هه-ران – افتخار در نقش کانگ هیون نام - لی ال – خاطرات رهایی من در نقش یوم کی جونگ - جونگ اون-چه – آنا در نقش لی هیون جو                |
| بهترین بازیگر تازه‌کار مرد | بهترین بازیگر تازه‌کار زن |
| - مون سانگ-مین – زیر چتر ملکه در نقش شاهزاده بزرگ سونگنام / یی کانگ - کیم گون وو – افتخار در نقش سون میونگ اوه - کیم مین هو – سرباز جدید در نقش پارک مین سوک - جو جونگ هیوک – وکیل وو خارق‌العاده در نقش کوان مین وو - هونگ کیونگ – قهرمان ضعیف کلاس ۱ در نقش اوه بوم سوک | - رو یون سو – دوره فشرده عاشقانه در نقش نام هه یی - کیم هیورا – افتخار در نقش لی سا را - لی کیونگ سونگ – خاطرات رهایی من در نقش کواک هه سوک - جو هیون یونگ – وکیل وو خارق‌العاده در نقش دونگ گورامی - ها یون کیونگ – وکیل وو خارق‌العاده در نقش چوی سو یون |
| بهترین مجری ورایتی مرد | بهترین مجری ورایتی زن |
| - کیم جونگ کوک - کی‌آن۸۴ - کیم کیونگ ووک - جون هیون مو - هوانگ جه سونگ | - لی اون جی - کیم مین کیونگ - پارک سه می - لی سو جی - جون هیون مو |
| بهترین فیلم‌نامه | جایزه فنی |
| - پارک هه یونگ – خاطرات رهایی من - کیم اون-سوک – افتخار - مون جی وون – وکیل وو خارق‌العاده - جونگ سو کیونگ – زنان کوچک - خواهران هونگ – کیمیای روح | - ریو سونگ هی (کارگردان هنری) – زنان کوچک - نو یونگ شیم (موسیقی) – وکیل وو خارق‌العاده - سونگ ناک هون، جو جین هیون، هوانگ این وو (فیلم‌برداری) – اینکیگایو - هوانگ جین هه (جلوه‌های بصری) – وکیل وو خارق‌العاده - جانگ جونگ کیونگ (فیلم‌برداری) – افتخار      |

#### برنامه‌های تلویزیونی با چند نامزدی
برنامه‌های تلویزیونی زیر چندین بار نامزد دریافت جایزه شدند:
| نامزدی‌ها | برنامه‌های تلویزیونی           |
| -------- | ----------------------------- |
| ۱۰       | وکیل وو خارق‌العاده            |
| ۹        | افتخار                        |
| ۷        | خاطرات رهایی من               |
| ۴        | آنا                           |
| ۴        | زنان کوچک                     |
| ۳        | غم‌های ما                      |
| ۳        | تولد دوباره در خانواده پولدار |
| ۲        | دوره فشرده عاشقانه            |
| ۲        | زیر چتر ملکه                  |

### تئاتر
| جایزه تئاتر بکسانگ | |
| - انتخاب نشده – دوسان آرت سنتر - جونگ هی جونگ – ربیت هول تئاتر - تینِیج دیک – نشنال تئاتر - درگ اکس نام‌جانگ‌شین‌سا [درگ بای نام‌جانگ‌شین‌سا] – درگ کینگ کانتست | |
| بهترین اجرای کوتاه | جایزه بازبگری |
| - نَو آرکایو (تئاتر) – یک مونولوگ کوچک تنهایی و آهنگ‌های همیشه دوستانه - به هه ریول (نویسنده) – روزی روزگاری یک سمور آبی پنجه‌کوچک آسیایی در سئول زندگی می‌کرد - جانگ هان سه (کارگردان) – دنیا اینگونه به پایان می‌رسد، بی صدا، با هق هق - جین جو (نویسنده) – کلاس - هان آ روم (کارگردان و نویسنده) – بهشت پلاستیکی | - ها جی سونگ – تینِیج دیک - کوان اون هه – درگ اکس نام‌جانگ‌شین‌سا [درگ بای نام‌جانگ‌شین‌سا] - چوی هو یونگ – نقل و انتقالات - چوی هی جین – Nosce - ها جی اون – د ولکین |

### جوایز ویژه
رأی‌گیری برای جایزه محبوبیت تیک‌تاک از ۱۸ آویل ساعت ۱۱:۰۰ (کی‌اس‌تی) تا ۲۶ آوریل ساعت ۱۶:۰۰ (کی‌اس‌تی) در تیک‌تاک برگزار شد.
| جوایز                      | گیرنده        |
| -------------------------- | ------------- |
| جایزه محبوبیت تیک‌تاک (مرد) | پارک جین یونگ |
| جایزه محبوبیت تیک‌تاک (زن)  | آی‌یو          |
| جایزه تأثیر گوچی           | جونگ جوری     |